# Женская сборная России по пляжному футболу
Женская сборная России по пляжному футболу (существует с 2018) — национальная команда, которая представляет Россию на международных состязаниях по пляжному футболу среди женщин. Обладатель Кубка Европы 2018 и 2019 года. Команду возглавляет Илья Леонов.

## История
В 2018 году сборная России по пляжному футболу в дебютном для себя сезоне завоевала золотые медали Кубка Европы, где в финале была обыграна команда Испании со счетом 2:0.

## Достижения
Кубок Европы
- Обладатель: 2018.
- Обладатель: 2019.

## Лучшие бомбардиры
По состоянию на октябрь 2024 года.
| № | Футболистка        | Г  | М  |
| - | ------------------ | -- | -- |
| 1 | Анна Чернякова     | 29 | 39 |
| 2 | Анастасия Горшкова | 23 | 35 |
| 3 | Варвара Бычкова    | 16 | 17 |
| 4 | Наталья Зайцева    | 15 | 26 |
| 5 | Яна Зубилова       | 12 | 21 |